# Soyuz TMA-9
Soyuz TMA-9 foi uma missão tripulada do programa Soyuz-ISS, que foi a espaço em 18 de setembro de 2006, transportando dois integrantes da Expedição 14 para uma estadia de seis meses na Estação Espacial Internacional e uma turista espacial, a empresária Anousheh Ansari, que realizou diversas experiências a bordo da estação para a Agência Espacial Europeia.

## Tripulação
Tripulação lançada na Soyuz TMA-9: (18 de setembro de 2006)
| Posição           | Tripulante            | Duração          | Pousou na   |
| ----------------- | --------------------- | ---------------- | ----------- |
| Comandante        | Mikhail Tyurin        | 215d 08h 22m 22s | Soyuz TMA-9 |
| Engenheiro de voo | Michael Lopez-Alegria | 215d 08h 22m 22s | Soyuz TMA-9 |
| Turista espacial  | / Anousheh Ansari     | 10d 21h 04m 55s  | Soyuz TMA-8 |

Tripulação retornada na Soyuz TMA-9: (21 de abril de 2007)
| Posição           | Tripulante            | Duração          | Lançou na    |
| ----------------- | --------------------- | ---------------- | ------------ |
| Comandante        | Mikhail Tyurin        | 215d 08h 22m 22s | Soyuz TMA-9  |
| Engenheiro de voo | Michael Lopez-Alegria | 215d 08h 22m 22s | Soyuz TMA-9  |
| Turista espacial  | / Charles Simonyi     | 13d 18h 59m 50s  | Soyuz TMA-10 |

## Parâmetros da Missão
- Massa: 7.270 kg
- Perigeu: 200 km
- Apogeu: 242 km
- Inclinação: 51.67 degrees
- Período orbital: 88 minutos

## Missão

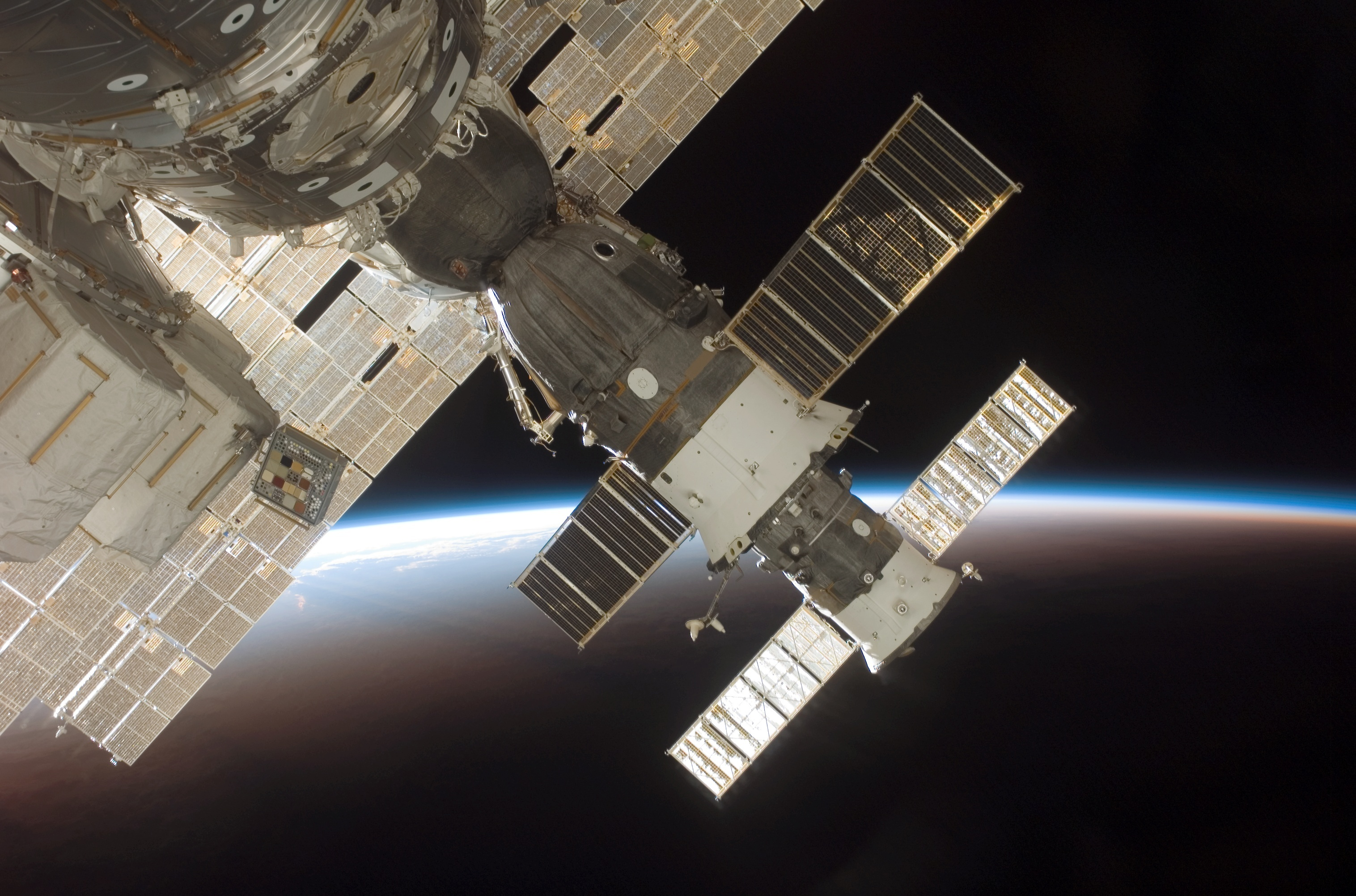
A Soyuz TMA-9 vista da Estação Espacial Internacional em 17 de dezembro de 2006

A Soyuz TMA-9 foi lançada do Cosmódromo de Baikonur, no Cazaquistão, as 04:30 (UTC) de 18 de setembro de 2006 e acoplou-se com a ISS dois dias mais tarde. Em seu bojo levava o astronauta norte-americano Michael Lopez-Alegria, o russo Mikhail Tyurin e a empresária norte-americana de origem iraniana Anousheh Ansari. Ansari fez parte do programa de turismo espacial da empresa Space Adventures, que em acordo comercial com a Agência Espacial Russa proporciona viagens espaciais a milionários interessados em gastar milhões de dólares para viver esta experiência e que sejam aprovados em testes físicos realizados em Baikonur por um período de seis meses.
Foi a segunda turista no espaço, depois da britânica Helen Sharman, que em 18 de maio de 1991  foi à órbita terrestre após vencer um concurso promovido entre cidadãos comuns na Grã-Bretanha, e a primeira turista pagante. Ansari retornou à Terra em 29 de setembro na Soyuz TMA-8 - que havia levado à ISS os  integrantes da Expedição 13 e agora retornava com eles seis meses depois - junto com o cosmonauta Pavel Vinogradov e o astronauta Jeffrey Williams.
Lopez-Alegria e Tyurin retornaram na TMA-9 em 21 de abril de 2007, após o encerramento da Expedição 14, trazendo com eles o turista participante Charles Simonyi, empresário que assim como Ansari participou do programa pago da Space Adventures e havia sido lançado na nave Soyuz TMA-10, quatorze dias antes da descida da TMA-9, que ao pousar no Cazaquistão depois de 215 dias em órbita, estabeleceu o mais longo voo espacial de uma nave Soyuz.
Nota: Anousheh Ansari era cosmonauta substituta nesta missão, estando prevista a sua ida a espaço apenas na missão seguinte, Soyuz TMA-10. Entretanto, o turista titular Daisuke Enomoto, um empresário do Japão,  não foi aprovado na avaliação médica final feita pelos russos dois meses antes do voo e Ansari, que treinava como sua reserva ao mesmo tempo, o substituiu.